# 三島谷温泉
三島谷温泉（みしまだにおんせん）は、新潟県長岡市大積三島谷町（旧越後国）にある温泉。

## 泉質
- ナトリウムー炭酸水素塩鉱泉
  - 泉温　21.5℃
- 源泉温度が低いため、加熱・循環方式にしている。
- 湯の色は珍しい紅茶色の黒湯である[1]。

## 温泉地
長岡市郊外の山あいに、一軒宿の「永久荘」がある。後継者の問題で2023年12月24日を以て一旦閉業したが、2024年7月に新しい経営者の元で再開した。浴場は、男女別の内湯のみで、日帰り入浴可能。
温泉は明治期に石油掘削中に湧出し、昭和20年代ごろまで「三島館」があった。

## アクセス
- 越後交通 長岡駅前＝柏崎駅前 線（西山経由） 「三島谷」バス停（県道23号沿い）より徒歩約3分。
- 北陸自動車道 西山ICより車で約10分。
- 関越自動車道 長岡ICより車で約15分。